# Средно училище „Трайко Симеонов“
Средно училище „Трайко Симеонов“ е гимназия в град Шумен, разположена на адрес: улица „Ген. Драгомиров“ № 44 Б в жилищен комплекс „Боян Българанов“. От 2014 г. директор на училището е Галина Сакарова.